# Itura symmetrica
Itura symmetrica är en hjuldjursart som beskrevs av Segers, Mbogo och Dumont 1994. Itura symmetrica ingår i släktet Itura och familjen Ituridae. Inga underarter finns listade i Catalogue of Life.